# Мария-Анунциата Австрийска
Мария-Анунциата Австрийска е австрийска ерцхерцогиня, принцеса на Унгария, Бохемия и Славония – племенница на австро-унгарския император Франц Йосиф.

## Живот
Родена е на 31 юли 1876 г. в Райхенау ан дер Ракс като Мария Анунциата Аделхайд Терезия Михаела Каролина Луиза Пия Игнация фон Хабсбург-Лотарингия, ерцхерцогиня на Австрия. Баща ѝ – ерцхерцог Карл Лудвиг Австрийски, е по-малък брат на австро-унгарския император Франц Йосиф и на мексиканския император Максимилиан I. Майката на Мария-Анунциата е третата съпруга на ерцхерцога – португалската инфанта Мария-Тереза де Браганса, която е дъщеря на бившия португалския крал Мигел I. Мария-Анунцията е кръстена на покойната втора съпруга на баща си – принцеса Мария-Анунциата Бурбон-Сицилианска. Има една по-малка пълнокръвна сестра – Елизабет Австрийска, а от втория брак на баща си – трима полубратя и една полусестра. Леля е на последния австро-унгарски император Карл I.
През 1902 г., докато гостува на брат си Франц Фердинанд в Прага, Мария-Анунцуата се запознава с баварския херцог Зигфрид Август, за когото се сгодява малко след това. След обявяването на годежа Мария-Анунциата, заедно с майка си и годеника си, посещава баба си Аделхайд в Обединеното кралство. Два месеца след това обаче годежът е разстрогнат поради психическото разстройство на Зигфрид, получено след лошо падане от кон по време на състезание през 1896 г. След това нито Мария-Анунциата, нито бившият ѝ годеник встъпват някога в брак, като и двамата умират, без да оставят наследници.
До 1918 г. Мария-Анунциата е светски настоятел на Ордена за благородни девици в Пражкия замък. След смъртта на императрица Сиси известно време Мария-Анунциата изпълнява церемониалната роля на първа дама във виенския императорски двор, в качеството си на каквато се занимава предимно с различни благотворителни инициативи и покровителства францисканската община Дева Мария в Австрия.
През 1914 г. в Сараево е убит ерцхерцог Франц Фердинанд, неин по-голям полубрат, а другият ѝ брат Ото е баща на следващия австро-унгарския император Карл I. Мария-Анунциата поддържа близки отношения с император Карл I и съпругата му Цита Бурбон-Пармска, с която го запознава през 1908 г. в чешкия курортен град Францисбад, когато Карл I е на 21 години. След сватбата на Цита и Карл Мария-Анунциата живее заедно със семейството им, а по-късно ги придружава по време на изгнанието им след загубата на Първата световна война.
През 1944 г. се установява при сестра си Елизабет и съпруга ѝ Алоис в замъка Вадуц, Лихтенщайн. Умира на 8 април 1961 г. във Вадуц и е погребана в княжеската гробница.